# Platja de Portlligat
La platja de Portlligat és una platja del municipi de Cadaqués (Alt Empordà) situada al nucli de Portlligat, on hi ha la Casa-Museu Salvador Dalí, dins de la badia de Portlligat, a poc més d'un quilòmetre del centre de la població. Orientada a l'est, està molt protegida per la península de s'Oliguera i per l'illa de Portlligat. Té una longitud de 186 m i una amplada mitjana de 21 m, formada per sorra gruixuda i pedres, amb un pendent d'entrada a l'aigua poc pronunciat, i la badia poc profunda. Part de la zona de la platja, la més propera a les cases, està ocupada per barques de pescadors.
No disposa de cap servei, però hi ha dos bars i a l'estiu es lloguen caiacs. S'hi accedeix per carretera, amb aparcament proper.
Els còdols que formen la platja, anomenats passanelles en cadaquesenc, per les passes que fan sobre el mar quan s'hi llencen, són objecte de col·lecció dels turistes, malgrat la prohibició municipal d'endur-se-les. Per tal de revertir l'espoli, s'efectuen actes reivindicatius de retorn de passanelles a la platja.